# Калашникова, Наталья Павловна
Ната́лья Па́вловна Кала́шникова (12 января 1957, Тракай, Литовская ССР, СССР) — советская гребчиха-байдарочница, выступала за сборную СССР во второй половине 1970-х — первой половине 1980-х годов. Чемпионка мира, многократная чемпионка национальных первенств. На соревнованиях представляла спортивное общество «Динамо», заслуженный мастер спорта СССР (1979).

## Биография
Наталья Калашникова родилась 12 января 1957 года в городе Тракай, Литовская ССР. Активно заниматься греблей начала в раннем детстве, состояла в вильнюсской команде добровольного спортивного общества «Динамо». Первого серьёзного успеха добилась в 1976 году, когда выиграла две золотые медали на взрослом первенстве СССР, с четырёхместной байдаркой на дистанции 500 метров и с одиночкой в эстафете 4 × 500 м. Год спустя была лучшей на полукилометровой дистанции среди двоек, ещё через год повторила это достижение и благодаря череде удачных выступлений удостоилась права защищать честь страны на чемпионате мира в югославском Белграде — в парной полукилометровой программе финишировала второй и получила, таким образом, награду серебряного достоинства.
В 1979 году Калашникова в очередной раз стала победительницей всесоюзного первенства среди двоек на дистанции 500 метров, после чего отправилась на мировое первенство в немецкий Дуйсбург, где в той же дисциплине совместно со своей давней партнёршей Ниной Дорох завоевала золотую медаль. За это достижение по итогам сезона удостоена почётного звания «Заслуженный мастер спорта СССР».
Далее в её карьере наступил некоторой спад, вновь чемпионкой Советского Союза она стала только в 1981 году, в составе четырёхместного экипажа в гонке на 500 метров. В 1983 году выиграла ещё два золота всесоюзного первенства, в зачёте двоек и четвёрок. Побывала на чемпионате мира в финском Тампере, откуда привезла серебряную медаль, добытую на полукилометровой дистанции с четырёхместным экипажем. Вскоре после этих соревнований приняла решение покинуть спорт и посвятила себя преподаванию.
Имеет высшее образование, окончила Вильнюсский государственный педагогический институт, где впоследствии работала преподавателем.